# M/F Ærøskøbing
M/F Ærøskøbing er en dansk færge, der sejler på overfarten Ærøskøbing-Svendborg, med hjemsted i Ærøskøbing på Ærø. Færgen blev bygget i 1998, og blev indsat på ruten 1. november 1999. Den afløste den gamle færge M/F Ærøsund fra 1960. Færgen kan medtage op til 42 personbiler og 395 passagerer. Den er indrettet, præcis som M/F Marstal, med stillerum og cafeteria, samt "læskur" på soldækket. Ærøskøbing medtager også sygetransporter fra Ærø redingskorps. 
Færgen har 6 afgange hver dag, og overfartstiden er på 75 minutter. Ærøskøbing ejes af Ærøfærgerne A/S, der driver al færgefart fra Ærø.
I foråret 2011 afhold kunstfonden i samarbejde med DR en konkurrence under navnet "vores kunst", her vandt M/F Ærøskøbing en udsmykning for 1,3 mio kroner. Det har siden været op til en gruppe kunsteksperter at vælge hvilken kunstner der skal have lov til at udsmykke færgen.  Vinderne blev kunstnerduoen Randi & Katrines (Randi Jørgensen (f. 1974) & Katrine Malinovsky (f. 1976)) udvendige totaludsmykning af Ærøfærgen. Den bemalede færge sejler fra 2012 som et kæmpestort maleri i pendulfart mellem Ærøskøbing og Svendborg. 
Søndag den 27-11 2011 kl. 17.00 gik M/F Ærøskøbing på grund ved sejlrenden Højestene, mellem Drejø og Hjortø, da den på grund af den lave vandstand under en storm, i det lave vand stødte på en sandbanke. 141 passagerer måtte overnatte ombord inden færgen efter 18 timer kom fri igen.

## Ekstern henvisninger
| IMO info | Skibets information, samt billeder af M/F Ærøskøbing, m.fl. kan eventuelt findes på Commons: IMO 9199086. Et skib kan få nye navne, sejle for andre ejere i andre lande, osv. Derfor er det nyttigt at identificere et skib ved dets IMO-nummer, som altid bliver det samme. |

- marinetraffic.com: Aeroeskoebing
- www.youtube.com

| Skib | Spire Denne artikel om skibe eller både er en spire som bør udbygges. Du er velkommen til at hjælpe Wikipedia ved at udvide den. |